# Phorbia spinicosta
Phorbia spinicosta är en tvåvingeart som först beskrevs av Stein 1907.  Phorbia spinicosta ingår i släktet Phorbia och familjen blomsterflugor. Inga underarter finns listade i Catalogue of Life.